# Anna Bolens
Anna Bolens, nome d'arte di Dina Baracchino (Torino, 1912 – Torino, 6 ottobre 2002), è stata un'attrice cinematografica, attrice teatrale e regista teatrale italiana.

## Biografia
A partire dagli anni trenta lavorò nelle compagnie di Guglielmo Giannini, Aldo Fabrizi e Kiki Palmer, successivamente collaborò a lungo con Gilberto Govi. Nel 1961 fondò una propria compagnia, rimasta attiva, dopo la sua morte, sino al 2010. Tra i suoi principali successi si ricordano Dieci piccoli indiani di Agatha Christie, replicato per due stagioni al Teatro delle Dieci di Torino tra il 1976 e il 1977, le interpretazioni di Jean Cocteau e la regia de Il pellicano di August Strindberg e di Sancta Susanna di August Stramm.
Al lavoro in teatro accompagnò l'attività di doppiatrice e attrice radiofonica e televisiva. 
Morì il 6 ottobre 2002, a 90 anni.

## Filmografia

### Cinema
- La notte dell'innominato, regia di Luigi Latini De Marchi (1962)
- Tralci d'una terra forte, regia di Giuseppe Rolando (1969)
- Uccidere in silenzio, regia di Giuseppe Rolando (1972)

### Televisione
- Corri, Jimmy, corri... – miniserie TV, episodio 1x3 (1958)
- Spera di sole, regia di Vittorio Brignole – film TV (1959)
- Il dente del giudizio, regia di Vittorio Brignole –film TV (1960)
- Sheridan, squadra omicidi – serie TV, episodio 1x02 (1967)
- Papà investigatore – miniserie TV, episodi 1x2-1x5-1x6 (1968)
- Le storie del Vasari – serie TV (1968)
- Marcovaldo – serie TV, episodio 1x5 (1970)
- Centostorie – serie TV, 4 episodi (1968-1970)
- I Buddenbrook – miniserie TV, episodio 1x1 (1971)
- Philo Vance – miniserie TV, episodio 1x3 (1974)
- La bufera – miniserie TV, episodio 1x1 (1975)
- La mia vita con Daniela – miniserie TV, episodio 1x1 (1976)
- Tre racconti di Primo Levi – miniserie TV, episodio 1x2 (1978)
- Bel Ami – miniserie TV, episodio 1x2 (1979)
- Colpo di grazia alla sezione III, regia di Enzo Tarquini – film TV (1981)
- Dieci registi italiani, dieci racconti italiani – serie TV, episodio 1x03 (1983)
- Passioni – serial TV, episodio 1x01 (1989)

## Prosa televisiva
- Colpi di timone, regia di Enzo La Rosa, trasmessa il 14 marzo 1958
- Quello bonanima, regia di Ugo Palmerini, trasmessa il 30 dicembre 1958
- Sotto a chi tocca, regia di Luigi Orengo, trasmessa il 27 gennaio 1959
- Gildo Peragallo ingegnere, regia di Emerico Valentinetti, trasmessa il 10 luglio 1960.

## Doppiaggio (lista parziale)

### Cinema
- Marie Lohr in Pigmalione (doppiaggio tardivo)

### Telenovelas
- Carmen Silva in Cara a cara, Nido di serpenti